# Конура

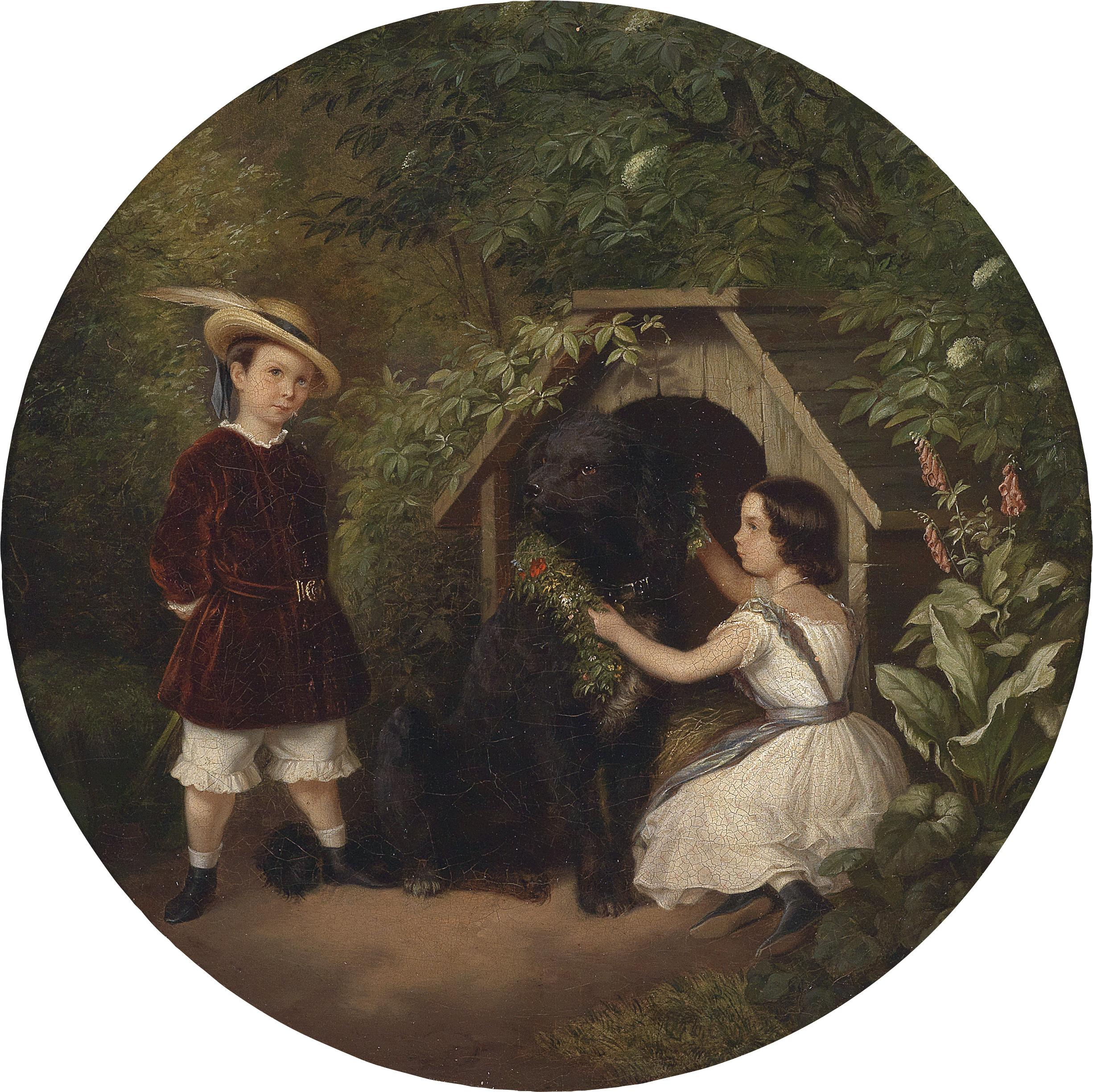
Будка середины XIX века

Конура́, бу́дка — деревянный домик для собаки. Обычно изготовляется из досок в форме ящика со входным отверстием, но бывают и исключения. Конура располагается во дворе и служит собаке для ночлега или в качестве убежища от непогоды. Размер конуры рассчитывают исходя из размеров животного.